# دحداح أسيوي
دِحْدَاح أسيوي  أو كريم يمن أو كرينوم أو اقرينون هو نوع من جنس الدحداح النباتات يُزرع على نطاق واسع في العديد من المناطق الأكثر دفئًا نباتًا للزينة. هو نبات معمر له شكل مصباح وينتج شجرة من الزهور الكبيرة المبهرجة التي يقدرها البستانيون. ومع ذلك ، فإن جميع أجزاء النبات تكون سامة إذا أُكِلَت. تشير بعض التقارير إلى أن التعرض للنسغ قد يسبب تهيجًا للجلد.